# Torleif Sigurðsson
Torleif Sigurðsson (* 1946 in Klaksvík, Färöer (?); † 12. Februar 2008) war ein färöischer Sportfunktionär, der die Färöische Nationalmannschaft in die Mitgliedschaft von UEFA und FIFA führte.
Torleif Sigurðsson war Einzelhandelskaufmann, Reeder und Schiffsausrüster. Von 1981 bis 2002 war er ehrenamtlicher Präsident des färöischen Fußballverbandes, später des färöischen Ruderverbandes.
Als die Färöer sich 1989 entscheiden mussten, ob sie an der EM-Qualifikation teilnehmen sollten, konnte sich Sigurðsson gegen alle Widerstände durchsetzen. Der historische Erfolg des Fußballländerspiels Färöer – Österreich 1990 gab ihm recht. Sigurðsson vertrat später die Färöer bei der UEFA und wurde 2005 von ihr ausgezeichnet.
Zuletzt war er Präsident seines Heimatvereins KÍ Klaksvík.
Torleif Sigurðsson war mit Elsa Maria verheiratet, zusammen hatten sie vier Kinder. Steindór, der bei einem Verkehrsunfall ums Leben kam, Sofía, Margretha und Erna.